# Puente Internacional del Guadiana
Puente Internacional del Guadiana (spanisch) oder Ponte Internacional do Guadiana (portugiesisch) ist eine 1991 fertiggestellte Schrägseilbrücke, die den Guadiana auf seinem letzten Abschnitt überspannt, nur wenige Kilometer oberhalb der Mündung in den Atlantischen Ozean. Das von einem spanisch-portugiesischen Konsortium konstruierte Bauwerk verbindet Castro Marim im Distrikt Faro in Portugal und Ayamonte in der Provinz Huelva in Spanien. Die Brücke ist eine der längsten Spaniens und nach der Ponte Vasco da Gama und der Ponte 25 de Abril, beide in Lissabon, die drittlängste Brücke Portugals.

## Projekt und Konstruktion
Die Idee des Baus einer Brücke über den Guadiana, der hier die internationale Grenze zwischen Spanien und Portugal bildet, um die veraltete Fähre zu ersetzen, kam in den 1960er Jahren auf, sodass die Regierungen Portugals und Spaniens Verhandlungen aufnahmen, um eine Machbarkeitsstudie auf den Weg zu bringen. Die spanische Dirección General de Carreteras und die portugiesische Junta Autónoma das Estradas begannen 1963 mit den Planungen, der Bau begann 1985. Das Projekt wurde von dem portugiesischen Ingenieur Jose Luis Cancio Martins geplant und von den Unternehmen Huarte S.A. aus Spanien und Teixeira Duarte aus Portugal ausgeführt.
Zu den Hauptschwierigkeiten gehörten die Breite des Flusses, die an dieser Stelle fast einen halben Kilometer beträgt, und die Tiefe von bis zu zehn Metern. An den über vier Jahre dauernden Bauarbeiten waren 300 Arbeiter beteiligt, insgesamt wurden 28.000 m³ Beton und 5500 Tonnen Stahl verbaut. Die internationale Brücke war zum Zeitpunkt ihres Baus die Stahlbetonbrücke mit der zweitlängsten Hauptspanne. Sie wurde 1991 eingeweiht.

## Einzelnachweise

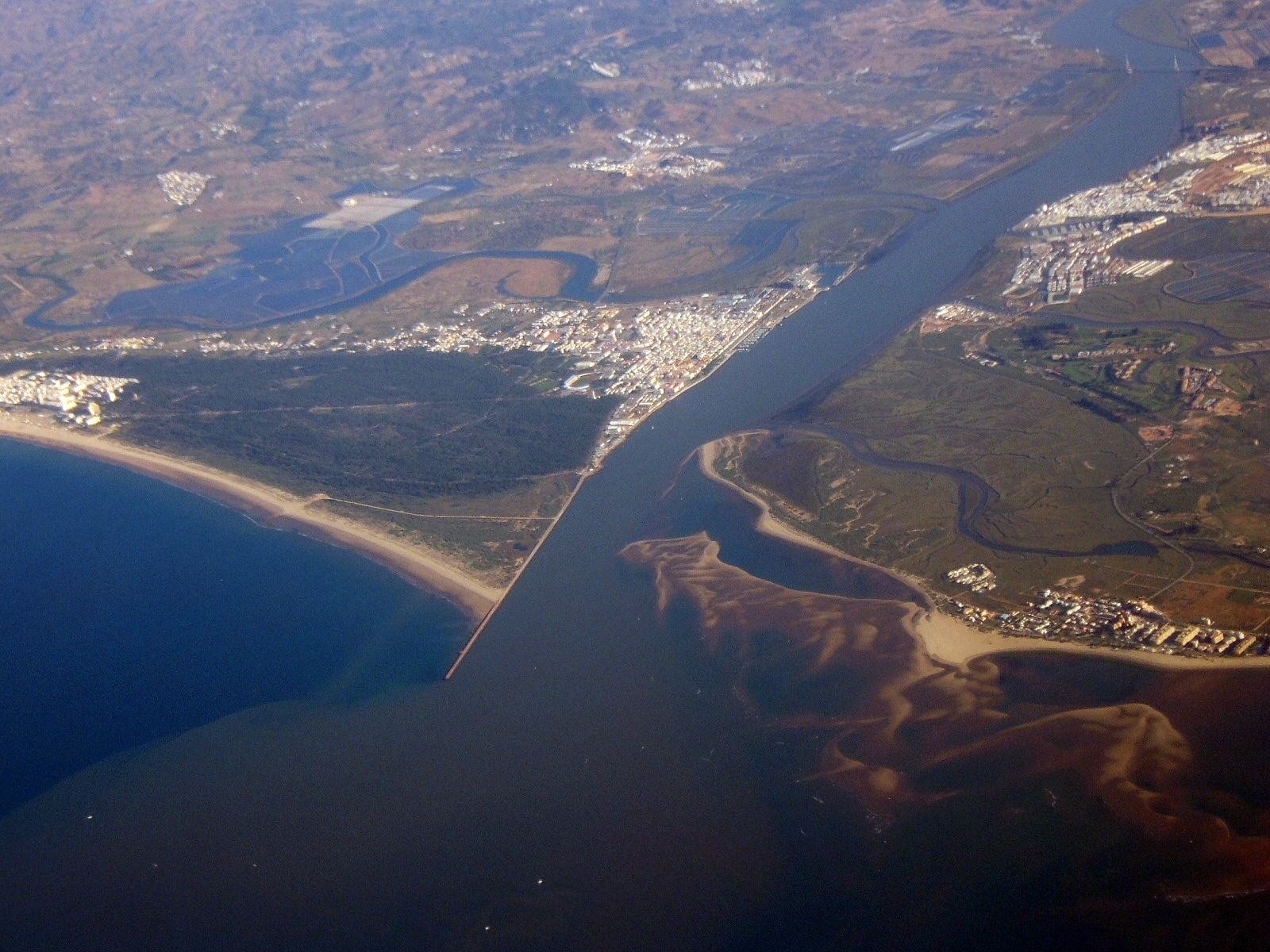
Luftbild
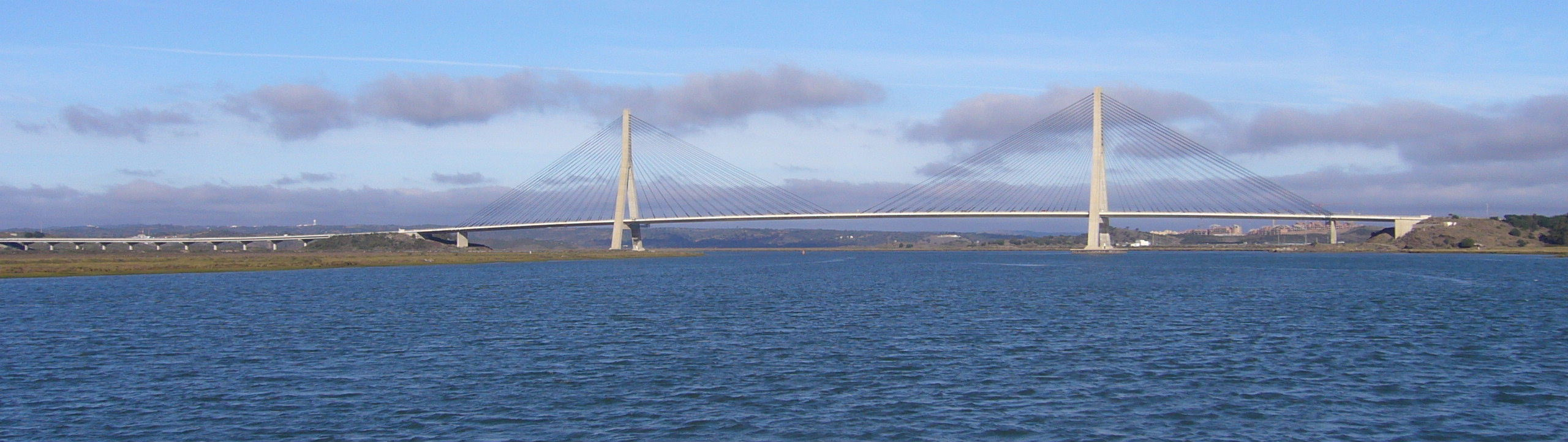
Blick vom Fluss
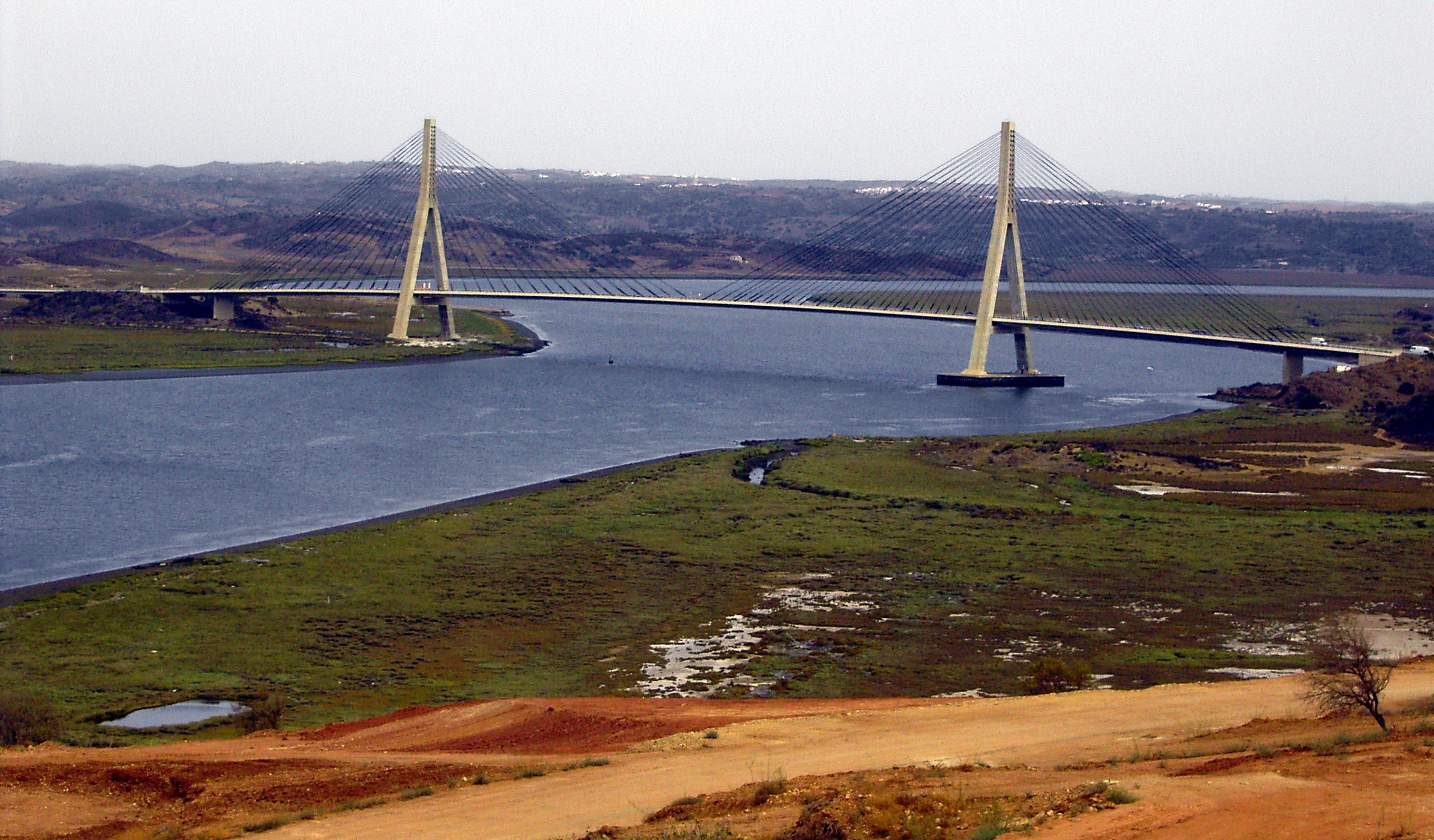
Blick von der spanischen Seite her
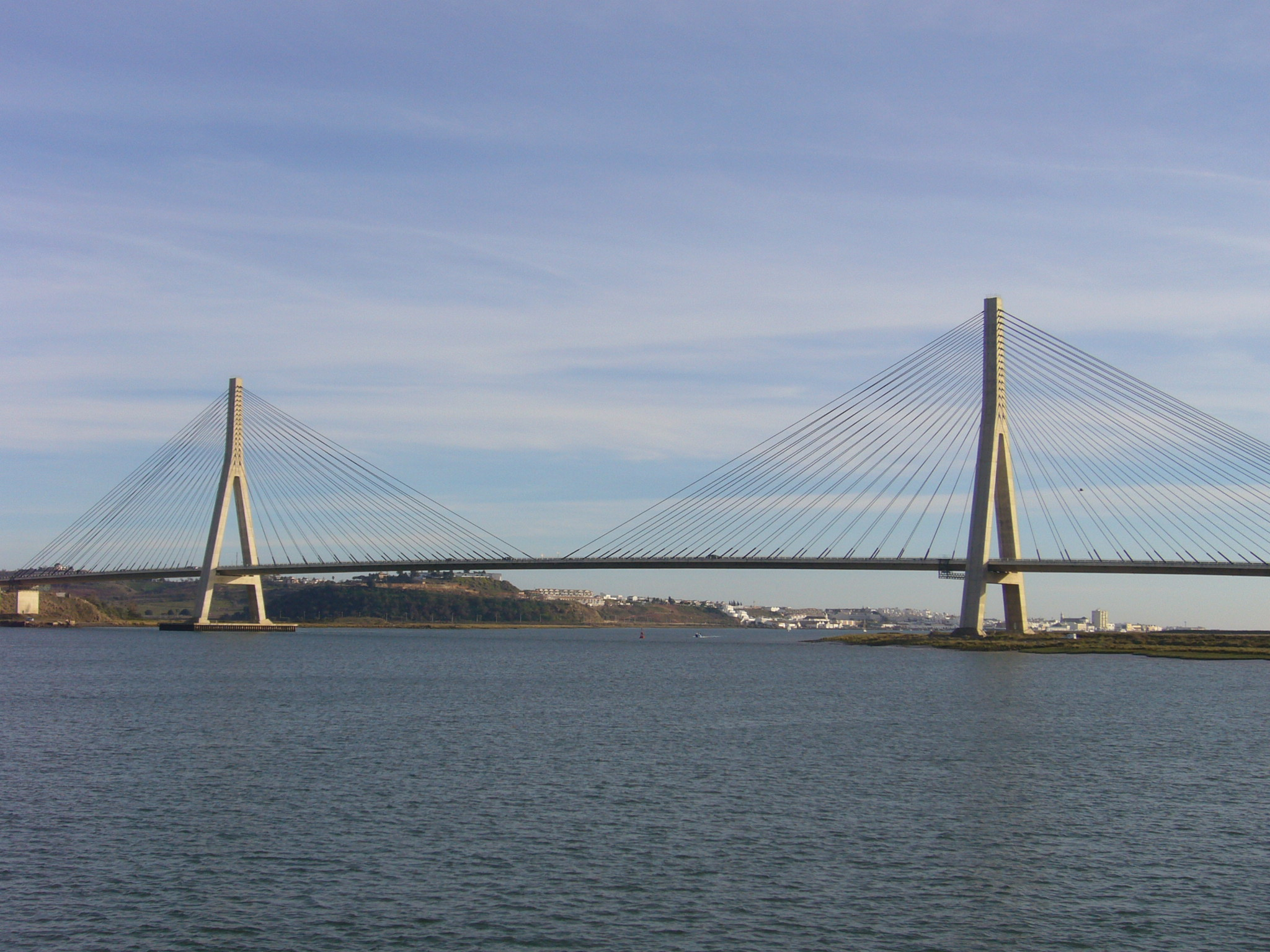
Blick vom Fluss

## Technische Daten

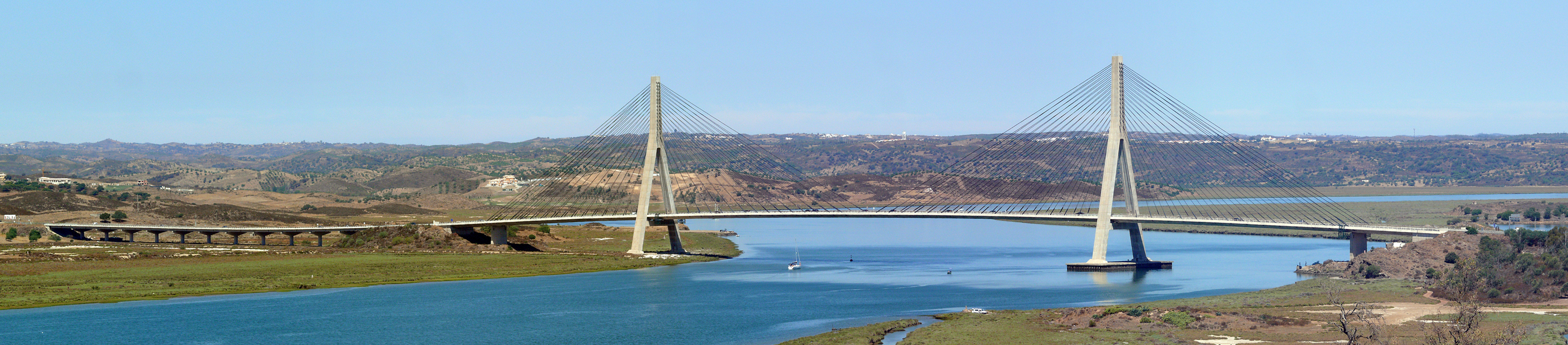
Panoramaansicht der Brücke von Ayamonte aus

Die Brücke misst zwischen den Brückenköpfen 666 m in der Länge und ist in fünf Spannen unterteilt. Die Hauptspanne hat eine Länge von 324 m, die Nebenspannen messen 135 m. Die Fahrbahn befindet sich 20 m über dem Wasserspiegel des Flusses, was auch die Durchfahrt größerer Schiffe ermöglicht. Die beiden Pfeiler, deren Form einem umgestülpten Y entspricht, ragen 95 bzw. 96 m empor. Der dem spanischen Ufer näher liegende Pylon wurde auf einer künstlichen Insel im Fluss errichtet, der andere befindet sich auf dem portugiesischen Ufer.